# Епархия Валье-де-Чалько
Епархия Валье-де-Чалько (лат. Dioecesis Vallis Chalcensis) — епархия Римско-католической церкви с центром в городе Чалько-де-Диас-Коваррубьяс, Мексика. Епархия Валье-де-Чалько входит в митрополию Тлальнепантлы. Кафедральным собором епархии Валье-де-Чалько является церковь святого Хуана Диего.

## История
8 июля 2003 года Римский папа Иоанн Павел II издал буллу Venerabilis Frater, которой учредил епархию Валье-де-Чалько, выделив её из Архиепархии Тлальнепантлы.

## Ординарии епархии
- епископ Луис Артемио Флорес Кальсада (8.07.2003 — 30.03.2012) — назначен епископом Тепика;
- епископ Виктор Рене Родригес Гомес (25.10.2012 — по настоящее время).

## Источник
- Annuario Pontificio, Libreria Editrice Vaticana, Città del Vaticano, 2003, ISBN 88-209-7422-3
- Булла Venerabilis Frater
- Bollettino della Sala Stampa vaticana (недоступная ссылка) Объявление о создании епархии  (англ.)